# Ludność Poznania
Historyczne dane dotyczące liczby i składu etnicznego ludności Poznania

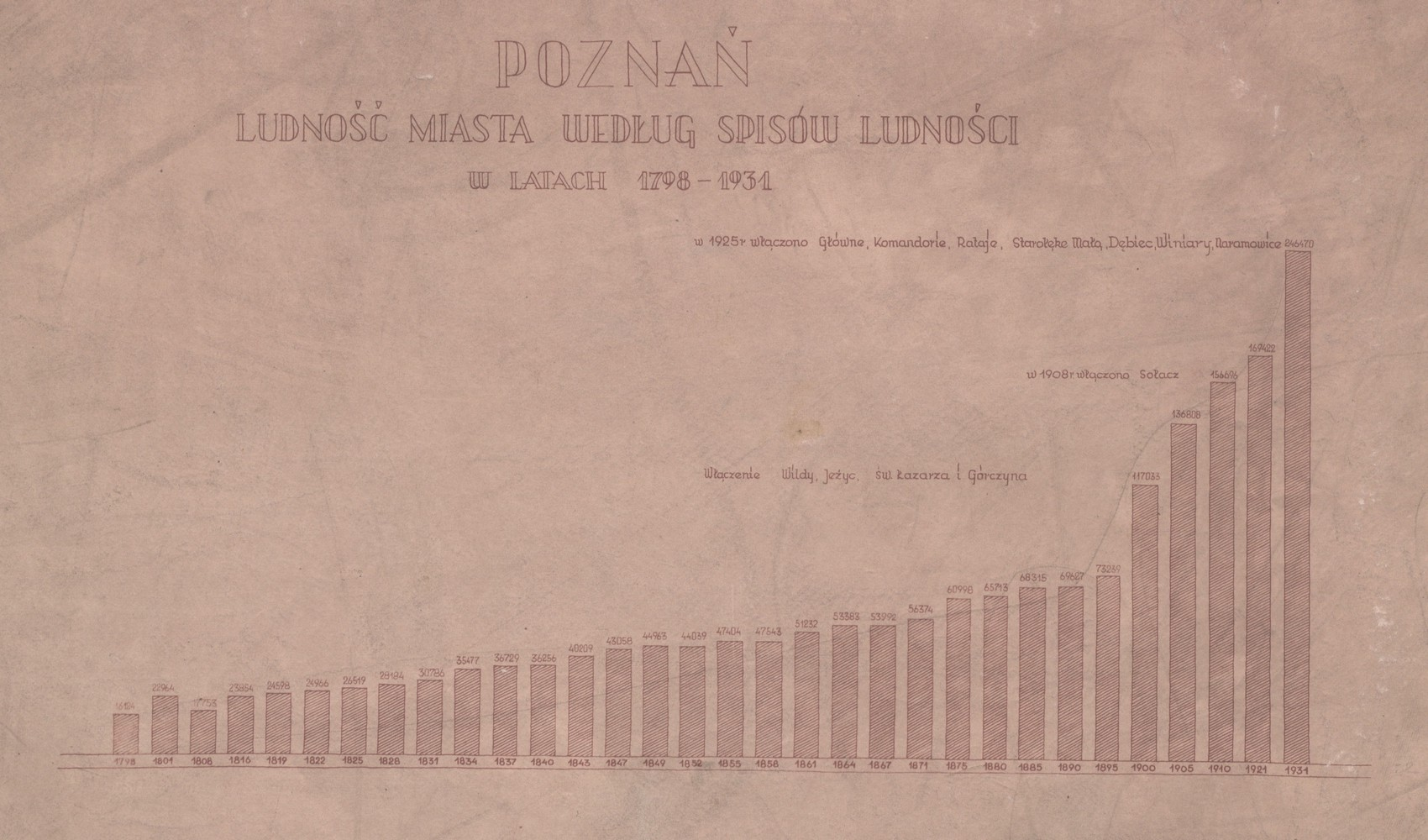
Ludność Poznania 1798–1931 (miejsce przechowywania: Archiwum Państwowe w Poznaniu)

| Przed rozbiorami |                             | |
| Rok              | Liczba ludności             | Adnotacje |
| ok. 1600         | ok. 20 tys. mieszkańców     | 8 tys. w murach; 8–9 tys. lewobrzeżne przedmieścia; 3,0–3,5 tys. na prawym brzegu |
| ok. 1650         |                             | po potopie szwedzkim w mieście osiedla się 200 – 300 Szkotów |
| 1655–1657        | ok. 14 tys. mieszkańców     | |
| 1700–1709        | ok. 5 tys. mieszkańców      | w czasie III wojny północnej miasto zdobyte przez Szwedów, następnie wielka zaraza zabija ponad 9000 mieszkańców, to jest ok. 75% populacji |
| 1732             | 4 tys. mieszkańców          | jak podaje pisarz miejski Jan Rzepecki |
| 1733             | 6 tys. mieszkańców          | |
| 1768–1772        | 15 000 mieszkańców          | walki prowadzone przez konfederatów barskich, a następnie zajęcie przez wojska pruskie. Mimo tych zniszczeń następuje rozwój miasta, zwłaszcza po reformach Komisji Dobrego Porządku – 15 tys. mieszkańców przed 1793: około 10% Niemców, 15% Żydów |
| 1789             | 5049 mieszczan + 1771 Żydów | dane ze spisu (bez duchowieństwa); mieszczanie: 2363 mężczyzn i 2686 kobiet, Żydzi: 839 mężczyzn i 932 kobiet |

| Podczas rozbiorów |                         |                                                                                |
| Rok               | Liczba ludności         | Adnotacje                                                                      |
| 1794              | 12 538 mieszkańców      | dane ze spisu                                                                  |
| 1796              | 16 124 mieszkańców      | dane ze spisu                                                                  |
| 1800              | 18 779 mieszkańców      | z garnizonem 21 473 osoby; dane ze spisu                                       |
| 1816              | ok. 18 tys. mieszkańców | 66,6% stanowią Polacy, 22% – Żydzi i 11% – Niemcy; z garnizonem 24 tys.        |
| 1824              | 22 tys. mieszkańców     |                                                                                |
| 1831              | 31 tys. mieszkańców     |                                                                                |
| 1848              | 42 tys. mieszkańców     | 42,9% – Polacy; 40,5% – Niemcy; 16,6% – Żydzi; oraz 3 tys. żołnierzy garnizonu |
| 1850              | 43 tys. mieszkańców     |                                                                                |
| 1860              | 43 tys. mieszkańców     | oraz 6 tys. żołnierzy garnizonu                                                |
| 1861              | 51 tys. mieszkańców     |                                                                                |
| 1867              | 47 tys. mieszkańców     | 47% – Polacy; 38% – Niemcy i 15% – Żydzi                                       |
| 1870              | 54,4 tys. mieszkańców   |                                                                                |
| 1871              | 65 tys. mieszkańców     | w tym garnizon                                                                 |
| 1885              | 68 315                  | w tym katolicy – 37 957; garnizon wynosi 4210 żołnierzy                        |
| 1890              | 69 627 mieszkańców      | Polacy – 50,7%; garnizon – 3644 żołnierzy; dane ze spisu                       |
| 1895              | 73,2 tys. mieszkańców   |                                                                                |
| 1900              | 110 tys. mieszkańców    | oraz 7 tys. żołnierzy garnizonu                                                |
| 1905              | 136,8 tys. mieszkańców  |                                                                                |
| 1910              | 156 696 mieszkańców     | oraz 6,2 tys. żołnierzy garnizonu; w tym 57,1% Polaków; dane ze spisu          |
| 1913              |                         | 10 tys. żołnierzy garnizonu                                                    |
| 1917              | 156 357 mieszkańców     | wartość wyliczona z danych urzędowych                                          |
| 1918              | 156 091 mieszkańców     | wartość wyliczona z danych urzędowych                                          |

| II Rzeczpospolita *Dane wyliczone z liczby zgonów, urodzeń i salda migracji (meldunki i wymeldowania) |                      | |
| Rok                                                                                                   | Liczba ludności      | Adnotacje |
| 1919                                                                                                  | 158 185 mieszkańców* | |
| 1920                                                                                                  | 162 902 mieszkańców* | |
| 3 września 1921                                                                                       | 169 422 mieszkańców  | w tym 92 089 kobiet; dane ze spisu |
| 1922                                                                                                  | 178 229 mieszkańców* | |
| 1923                                                                                                  | 185 521 mieszkańców* | |
| 1924                                                                                                  | 193 228 mieszkańców* | |
| 1925                                                                                                  | 220 023 mieszkańców* | |
| 1926                                                                                                  | 226 828 mieszkańców* | |
| 1927                                                                                                  | 237 048 mieszkańców* | |
| 1928                                                                                                  | 248 426 mieszkańców* | |
| 1929                                                                                                  | 261 597 mieszkańców* | |
| 1930                                                                                                  | 266 742 mieszkańców* | |
| 9 grudnia 1931                                                                                        | 246 698 mieszkańców  | w tym 236,2 tys. Polaków, 0,1 tys. Rosjan, 0,2 tys. Ukraińców, 6,4 tys. Niemców, 1,1 tys. Żydów i 0,1 tys. pozostałych; w tym 131 929 kobiet; dane ze spisu powszechnego |
| 1932                                                                                                  | 248 763 mieszkańców* | |
| 1933                                                                                                  | 252 667 mieszkańców* | |
| 1934                                                                                                  | 255 557 mieszkańców* | |
| 1935                                                                                                  | 260 444 mieszkańców* | |
| 1936                                                                                                  | 265 271 mieszkańców* | |
| 1937                                                                                                  | 268 794 mieszkańców* | |
| 1938                                                                                                  | 272 653 mieszkańców* | |
| 1 czerwca 1939                                                                                        | 274 155 mieszkańców  | dane mogą różnić się od rzeczywistych o około 10 tys. mieszkańców |

| II wojna światowa* oficjalne dane niemieckie |                     | |
| Rok                                          | Liczba ludności     | Adnotacje |
| 1 września 1940                              | 287 862 mieszkańców | w tym: Polacy – 80,6%, Niemcy – 17,6%, inni – 1,8% |
| 1 stycznia 1941                              | 296 790 mieszkańców | w tym: Polacy – 79,4%, Niemcy – 20,2%, inni – 0,4% |
| 1 sierpnia 1941                              | 308 051 mieszkańców | w tym: Polacy – 76,9%, Niemcy – 22,5%, inni – 0,6% |
| 1 lutego 1942                                | 318 208 mieszkańców | w tym: Polacy – 74,5%, Niemcy – 25,0%, inni – 0,5% |
| 1 stycznia 1943                              | 326 572 mieszkańców | w tym: Polacy – 73,6%, Niemcy – 26,1%, inni – 0,5% |
| 1 października 1943                          | 327 026 mieszkańców | w tym: Polacy – 73,4%, Niemcy – 26,1%, inni – 0,3% |
| 1 kwietnia 1944                              | 323 747 mieszkańców | w tym: Polacy – 71,1%, Niemcy – 28,3%, inni – 0,6% |
| 1939–1945                                    |                     | Zamordowano około 8600 mieszkańców (w tym ok. 1500 Żydów); 3620 wysłano na roboty do Rzeszy (20,4% zginęło); 38 256 osób narodowości polskiej przesiedlono do GG, a ponad 60 tys. wyrugowano (niem. Verdrägung). Osiedlono natomiast około 90 tys. Niemców. Ogółem podczas wojny zginęło 14 413 mieszkańców miasta, z czego 4025 zginęło w wyniku działań wojennych, 2255 władze niemieckie straciły, 6382 zginęło w obozach i więzieniach; 735 zginęło na robotach w Rzeszy, 1070 zginęło wskutek chorób, głodu itp. Dodatkowo 2000 osób zaginęło. Trwałych obrażeń doznało 1500 osób, które przeżyły wojnę w mieście oraz 800 osób, które powróciło z obozów i więzień. |

| Po II wojnie światowej     |                        |                                         |
| Rok                        | Liczba ludności        | Adnotacje                               |
| 1946                       | 267 978 mieszkańców    | spis powszechny                         |
| 1950                       | 320 670 mieszkańców    | spis powszechny                         |
| 1954                       | 367 500 mieszkańców    |                                         |
| 1955                       | 374 928 mieszkańców    |                                         |
| 1956                       | 376 900 mieszkańców    |                                         |
| 1957                       | 383 355 mieszkańców    |                                         |
| 1958                       | 392 329 mieszkańców    |                                         |
| 1959                       | 398 100 mieszkańców    |                                         |
| 1960                       | 408 132 mieszkańców    | spis powszechny                         |
| 1961                       | 418 300 mieszkańców    |                                         |
| 1962                       | 422 700 mieszkańców    |                                         |
| 1963                       | 429 300 mieszkańców    |                                         |
| 1964                       | 434 200 mieszkańców    |                                         |
| 1965                       | 438 209 mieszkańców    |                                         |
| 1966                       | 442 500 mieszkańców    |                                         |
| 1967                       | 453 300 mieszkańców    |                                         |
| 1968                       | 457 400 mieszkańców    |                                         |
| 1969                       | 462 100 mieszkańców    |                                         |
| 1970                       | 471 900 mieszkańców    | spis powszechny                         |
| 1971                       | 476 300 mieszkańców    |                                         |
| 1972                       | 485 500 mieszkańców    |                                         |
| 1973                       | 499 000 mieszkańców    |                                         |
| 1974                       | 506 191 mieszkańców    |                                         |
| 1975                       | 515 962 mieszkańców    |                                         |
| 1976                       | 527 000 mieszkańców    |                                         |
| 1977                       | 534 400 mieszkańców    |                                         |
| 1978                       | 536 400 mieszkańców    | spis powszechny                         |
| 1979                       | 545 600 mieszkańców    |                                         |
| 1980                       | 552 938 mieszkańców    |                                         |
| 1981                       | 557 992 mieszkańców    |                                         |
| 1982                       | 562 984 mieszkańców    |                                         |
| 1983                       | 570 865 mieszkańców    |                                         |
| 1984                       | 574 069 mieszkańców    |                                         |
| 1985                       | 575 134 mieszkańców    |                                         |
| 1986                       | 578 046 mieszkańców    |                                         |
| 1987                       | 585 881 mieszkańców    |                                         |
| 1988                       | 588 286 mieszkańców    | spis powszechny                         |
| 1989                       | 588 715 mieszkańców    |                                         |
| 1990                       | 590 101 mieszkańców    | maksimum                                |
| 1991                       | 589 685 mieszkańców    |                                         |
| 1992                       | 582 919 mieszkańców    |                                         |
| 1993                       | 582 813 mieszkańców    |                                         |
| 1994                       | 582 357 mieszkańców    |                                         |
| 1995                       | 581 171 mieszkańców    |                                         |
| 1996                       | 580 831 mieszkańców    |                                         |
| 1997                       | 580 046 mieszkańców    |                                         |
| 1998                       | 578 235 mieszkańców    |                                         |
| 1999                       | 576 899 mieszkańców    |                                         |
| 2000                       | 574 896 mieszkańców    |                                         |
| 2001                       | 571 985 mieszkańców    |                                         |
| 2002                       | 577 117 mieszkańców    | spis powszechny                         |
| 2003                       | 574 125 mieszkańców    |                                         |
| 2004                       | 570 778 mieszkańców    |                                         |
| 2005                       | 567 882 mieszkańców    |                                         |
| 2006                       | 564 951 mieszkańców    |                                         |
| 2007                       | 560 932 mieszkańców    |                                         |
| 2008                       | 557 264 mieszkańców    |                                         |
| 2009                       | 554 221 mieszkańców    |                                         |
| 2010                       | 555 614 mieszkańców    |                                         |
| 2011                       | 553 564 mieszkańców    |                                         |
| 2012                       | 550 742 mieszkańców    |                                         |
| 2013                       | 549 082 mieszkańców    |                                         |
| 2014                       | 545 680 mieszkańców    |                                         |
| 2015                       | 542 348 mieszkańców    |                                         |
| 2016                       | 540 372 mieszkańców    |                                         |
| 2017                       | 538 633 mieszkańców    |                                         |
| 2018                       | 536 438 mieszkańców    |                                         |
| 2019                       | 534 813 mieszkańców    |                                         |
| 2020                       | 532 048 mieszkańców    |                                         |
| 2021                       | 546 859 mieszkańców    | Narodowy Spis Powszechny 2021           |
| 2022                       | 541 316 mieszkańców    |                                         |
| 2023                       | 538 439 mieszkańców    |                                         |
| Prognoza demograficzna     |                        |                                         |
| Rok                        | Liczba ludności        | Adnotacje                               |
| 2020                       | 584,5 tys. mieszkańców | aglomeracja – ponad 1,2 mln mieszkańców |
| Prognoza demograficzna GUS |                        |                                         |
| 2020                       | 530 400 mieszkańców    |                                         |
| 2030                       | 485 100 mieszkańców    |                                         |

## Powierzchnia Poznania
- 1995 – 261,31 km²
- 2005 – 261,37 km²
- 2006 – 261,85 km²